# Premier League 2022/2023
Soutěžní ročník Premier League 2022/23 byl 31. ročníkem Premier League, tedy anglické nejvyšší fotbalové ligy. Jednalo se o čtvrtou sezónu, kdy se používal systém kontroly video asistenta rozhodčího (VAR). Soutěž byla započata 6. srpna 2022 a poslední kolo se odehrálo 28. května 2023.
Titul z předchozí sezóny obhájil Manchester City FC.
Od sezony 2022/23 mohly kluby v Premier League v průběhu zápasu vystřídat až pět hráčů. Kvůli Mistrovství světa ve fotbale 2022 v Kataru měla Premier League od 13. listopadu do 26. prosince 2022 zimní přestávku.

## Odložené zápasy
9. září 2022 bylo rozhodnuto, že všechny zápasy naplánované na 10. — 12. září budou odloženy z důvodu úmrtí královny Alžběty II.

## Složení ligy v ročníku 2022/23
Soutěže se již tradičně účastnilo 20 celků. K prvním sedmnácti z minulého ročníku se připojili nováčci Fulham a Bournemouth, kteří si účast zajistili již v základní části předcházejícího ročníku EFL Championship, a Nottingham Forest, který si zajistil postup skrze play off. Opačným směrem putovala mužstva Burnley, Watfordu a Norwiche City.
| Klub                    | 2021/22          | Město               | Stadión                     |
| ----------------------- | ---------------- | ------------------- | --------------------------- |
| Manchester City         | Zlatá medaile    | Manchester          | Etihad Stadium              |
| Liverpool               | Stříbrná medaile | Liverpool           | Anfield                     |
| Chelsea                 | Bronzová medaile | Londýn              | Stamford Bridge             |
| Tottenham Hotspur       | 4.               | Londýn              | Tottenham Hotspur Stadium   |
| Arsenal                 | 5.               | Londýn              | Emirates Stadium            |
| Manchester United       | 6.               | Manchester          | Old Trafford                |
| West Ham United         | 7.               | Londýn              | London Stadium              |
| Leicester City          | 8.               | Leicester           | King Power Stadium          |
| Brighton & Hove Albion  | 9.               | Brighton            | Falmer Stadium              |
| Wolverhampton Wanderers | 10.              | Wolverhampton       | Molineux Stadium            |
| Newcastle United        | 11.              | Newcastle upon Tyne | St James' Park              |
| Crystal Palace          | 12.              | Londýn              | Selhurst Park               |
| Brentford               | 13.              | Brentford           | Brentford Community Stadium |
| Aston Villa             | 14.              | Birmingham          | Villa Park                  |
| Southampton             | 15.              | Southampton         | St Mary's Stadium           |
| Everton                 | 16.              | Liverpool           | Goodison Park               |
| Leeds United            | 17.              | Leeds               | Elland Road                 |
| Fulham                  | Championship     | Londýn              | Craven Cottage              |
| Bournemouth             | Championship     | Bournemouth         | Dean Court                  |
| Nottingham Forest FC    | Championship     | Nottingham          | City Ground                 |

| Klub                    | Trenér                    | Kapitán           | Výrobce dresu | Sponzor dresu (hrudník) | Sponzor dresu (rukáv) |
| ----------------------- | ------------------------- | ----------------- | ------------- | ----------------------- | --------------------- |
| Arsenal                 | Mikel Arteta              | Martin Ødegaard   | Adidas        | Emirates                | Visit Rwanda          |
| Aston Villa             | Unai Emery                | John McGinn       | Castore       | Cazoo                   | Kaiyun Sports         |
| Bournemouth             | Gary O'Neil (dočasný)     | Neto              | Umbro         | Dafabet                 | DeWalt                |
| Brentford               | Thomas Frank              | Pontus Jansson    | Umbro         | Hollywoodbets           | Safetyculture         |
| Brighton & Hove Albion  | Roberto De Zerbi          | Lewis Dunk        | Nike          | American Express        | SnickersUK.com        |
| Chelsea                 | Graham Potter             | César Azpilicueta | Nike          | Three                   | WhaleFin              |
| Crystal Palace          | Patrick Vieira            | Luka Milivojević  | Macron        | Cinch                   | Mukuru                |
| Everton                 | Sean Dyche                | Séamus Coleman    | Hummel        | Stake.com               | BOXT                  |
| Fulham                  | Marco Silva               | Tim Ream          | Adidas        | W88                     | World Mobile          |
| Leeds United            | Michael Skubala (dočasně) | Liam Cooper       | Adidas        | SBOTOP                  | Wish                  |
| Leicester City          | Brendan Rodgers           | Jonny Evans       | Adidas        | FBS                     | Bia Saigon            |
| Liverpool               | Jürgen Klopp              | Jordan Henderson  | Nike          | Standard Chartered      | Expedia               |
| Manchester City         | Pep Guardiola             | İlkay Gündoğan    | Puma          | Etihad Airways          | Nexen Tire            |
| Manchester United       | Erik ten Hag              | Harry Maguire     | Adidas        | TeamViewer              | DXC Technology        |
| Newcastle United        | Eddie Howe                | Jamaal Lascelles  | Castore       | FUN88                   | noon.xom              |
| Nottingham Forest       | Steve Cooper              | Joe Worrall       | Macron        | UNHCR                   | Nic                   |
| Southampton             | Volné místo               | James Ward-Prowse | Hummel        | Sportsbet.io            | Virgin Media          |
| Tottenham Hotspur       | Antonio Conte             | Hugo Lloris       | Nike          | AIA                     | Cinch                 |
| West Ham United         | David Moyes               | Declan Rice       | Umbro         | Betway                  | Scope Markets         |
| Wolverhampton Wanderers | Julen Lopetegui           | Rúben Neves       | Castore       | AstroPay                | 12BET                 |

### Trenérské změny
| Klub                    | Odcházející trenér      | Důvod odchodu          | Datum odchodu      | Pozice v tabulce | Příchozí trenér             | Datum příchodu     |
| ----------------------- | ----------------------- | ---------------------- | ------------------ | ---------------- | --------------------------- | ------------------ |
| Manchester United       | Ralf Rangnick (dočasný) | Konec smlouvy          | 22. května 2022    | Před sezónou     | Erik ten Hag                | 23. května 2022    |
| Bournemouth             | Scott Parker            | Vyhozen                | 30. srpna 2022     | 17.              | Gary O'Neil                 | 30. srpna 2022     |
| Chelsea                 | Thomas Tuchel           | Vyhozen                | 7. září 2022       | 6.               | Graham Potter               | 8. září 2022       |
| Brighton & Hove Albion  | Graham Potter           | Podepsán Chelsea       | 8. září 2022       | 4.               | Roberto De Zerbi            | 18. září 2022      |
| Wolverhampton Wanderers | Bruno Lage              | Vyhozen                | 2. října 2022      | 18.              | Steve Davis (dočasně)       | 2. října 2022      |
| Aston Villa             | Steven Gerrard          | Vyhozen                | 20. října 2022     | 17.              | Aaron Danks (dočasně)       | 21. října 2022     |
| Aston Villa             | Aaron Danks             | Konec dočasné výpomoci | 1. listopadu 2022  | 14.              | Unai Emery                  | 1. listopadu 2022  |
| Southampton             | Ralph Hasenhüttl        | Vyhozen                | 7. listopadu 2022  | 18.              | Nathan Jones                | 10. listopadu 2022 |
| Wolverhampton Wanderers | Steve Davis             | Konec dočasné výpomoci | 14. listopadu 2022 | 20.              | Julen Lopetegui             | 14. listopadu 2022 |
| Everton                 | Frank Lampard           | Vyhozen                | 23. ledna 2023     | 19.              | Sean Dyche                  | 30. ledna 2023     |
| Leeds United            | Jesse Marsch            | Vyhozen                | 6. února 2023      | 17.              | Michael Skubala (dočasně)   | 6. února 2023      |
| Southampton             | Nathan Jones            | Vyhozen                | 12. února 2023     | 20.              | Rubén Sellés (dočasně)      | 12. února 2023     |
| Leeds United            | Michael Skubala         | Konec dočasné výpomoci | 21. února 2023     | 19.              | Javi Gracia                 | 21. února 2023     |
| Crystal Palace          | Patrick Vieira          | Vyhozen                | 17. března 2023    | 12.              | Paddy McCarthy (dočasně)    | 17. března 2023    |
| Crystal Palace          | Paddy McCarthy          | Konec dočasné výpomoci | 21. března 2023    | 12.              | Roy Hodgson                 | 21. března 2023    |
| Tottenham Hotspur       | Antonio Conte           | Společná dohoda        | 26. března 2023    | 4.               | Cristian Stellini (dočasně) | 26. března 2023    |
| Leicester City          | Brendan Rodgers         | Společná dohoda        | 2. dubna 2023      | 19.              | Adam Sadler (dočasně)       | 4. dubna 2023      |
| Chelsea                 | Graham Potter           | Vyhozen                | 2. dubna 2023      | 11.              | Bruno Saltor (dočasně)      | 2. dubna 2023      |
| Chelsea                 | Bruno Saltor (dočasně)  | Konec dočasné výpomoci | 6. dubna 2023      | 11.              | Frank Lampard (dočasně)     | 6. dubna 2023      |
| Leicester City          | Adam Sadler             | Konec dočasné výpomoci | 10. dubna 2023     | 19.              | Dean Smith                  | 10. dubna 2023     |
| Tottenham Hotspur       | Cristian Stellini       | Vyhozen                | 24. dubna 2023     | 5.               | Ryan Mason (dočasně)        | 24. dubna 2023     |
| Leeds United            | Javi Gracia             | Vyhozen                | 3. května 2023     | 17.              | Sam Allardyce               | 3. května 2023     |

## Tabulka
| Poř. | Tým                     | Z  | V  | R  | P  | VG | OG | B  |
| ---- | ----------------------- | -- | -- | -- | -- | -- | -- | -- |
| 1.   | Manchester City         | 38 | 28 | 5  | 5  | 94 | 33 | 89 |
| 2.   | Arsenal                 | 38 | 26 | 6  | 6  | 88 | 43 | 84 |
| 3.   | Manchester United       | 38 | 23 | 6  | 9  | 58 | 43 | 75 |
| 4.   | Newcastle United        | 38 | 19 | 14 | 5  | 68 | 33 | 71 |
| 5.   | Liverpool               | 38 | 19 | 10 | 9  | 75 | 47 | 67 |
| 6.   | Brighton & Hove Albion  | 38 | 18 | 8  | 12 | 72 | 53 | 62 |
| 7.   | Aston Villa             | 38 | 18 | 7  | 13 | 51 | 46 | 61 |
| 8.   | Tottenham Hotspur       | 38 | 18 | 6  | 14 | 70 | 63 | 60 |
| 9.   | Brentford               | 38 | 15 | 14 | 9  | 58 | 46 | 59 |
| 10.  | Fulham                  | 38 | 15 | 7  | 16 | 55 | 53 | 52 |
| 11.  | Crystal Palace          | 38 | 11 | 12 | 15 | 40 | 49 | 45 |
| 12.  | Chelsea                 | 38 | 11 | 11 | 16 | 38 | 47 | 44 |
| 13.  | Wolverhampton Wanderers | 38 | 11 | 8  | 19 | 31 | 58 | 41 |
| 14.  | West Ham United         | 38 | 11 | 7  | 20 | 42 | 55 | 40 |
| 15.  | Bournemouth             | 38 | 11 | 6  | 21 | 37 | 71 | 39 |
| 16.  | Nottingham Forest       | 38 | 9  | 11 | 18 | 38 | 68 | 38 |
| 17.  | Everton                 | 38 | 8  | 12 | 18 | 34 | 57 | 36 |
| 18.  | Leicester City          | 38 | 9  | 7  | 22 | 51 | 68 | 34 |
| 19.  | Leeds United            | 38 | 7  | 10 | 21 | 48 | 78 | 31 |
| 20.  | Southampton             | 38 | 6  | 7  | 25 | 36 | 73 | 25 |

Pravidla pro klasifikaci: 1) Body; 2) Gólový rozdíl; 3) vstřelené góly; 4.1) Body získané ve vzájemných zápasech; 4.2) Vstřelené góly ve vzájemných zápasech; 4.3) Play-off
|  | Přímý postup do Ligy mistrů                  |
|  | Přímý postup do Evropské ligy                |
|  | Postup do play-off Evropské konferenční ligy |
|  | Sestup do EFL Championship                   |

## Statistiky

### Střelci

#### Nejlepší střelci

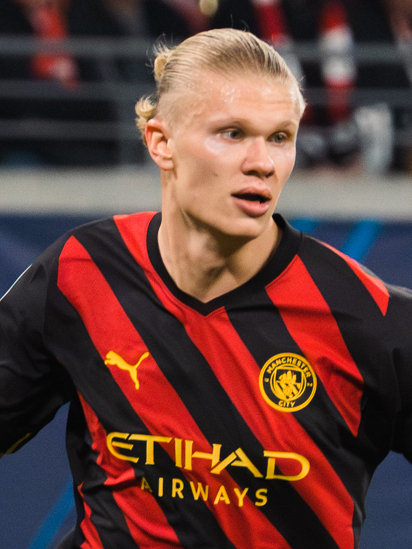
Erling Haaland z Manchesteru City vyhrál svoji první Premier League Golden Boot s 36 góly, čímž překonal rekord v počtu vstřelených branek v jedné sezóně Premier League.

| Poř. | Hráč                | Tým               | [ 74 ] |
| ---- | ------------------- | ----------------- | ------ |
| 1    | Erling Haaland      | Manchester City   | 36     |
| 2    | Harry Kane          | Tottenham Hotspur | 30     |
| 3    | Ivan Toney          | Brentford         | 20     |
| 4    | Mohamed Salah       | Liverpool         | 19     |
| 5    | Callum Wilson       | Newcastle United  | 18     |
| 6    | Marcus Rashford     | Manchester United | 17     |
| 7    | Gabriel Martinelli  | Arsenal           | 15     |
| 7    | Martin Ødegaard     | Arsenal           | 15     |
| 7    | Ollie Watkins       | Aston Villa       | 15     |
| 10   | Aleksandar Mitrović | Fulham            | 14     |
| 10   | Bukayo Saka         | Arsenal           | 14     |

#### Hattricky
| Hráč             | Klub                   | Soupeř                  | Výsledek | Datum          |
| ---------------- | ---------------------- | ----------------------- | -------- | -------------- |
| Erling Haaland   | Manchester City        | Crystal Palace          | 4:2 (D)  | 27. srpna 2022 |
| Erling Haaland   | Manchester City        | Nottingham Forest       | 6:0 (D)  | 31. srpna 2022 |
| Ivan Toney       | Brentford              | Leeds United            | 5:2 (D)  | 3. září 2022   |
| Son Hung-min     | Tottenham Hotspur      | Leicester City          | 6:2 (D)  | 17. září 2022  |
| Leandro Trossard | Brighton & Hove Albion | Liverpool               | 3:3 (V)  | 1. října 2022  |
| Erling Haaland   | Manchester City        | Manchester United       | 6:3 (D)  | 2. října 2022  |
| Phil Foden       | Manchester City        | Manchester United       | 6:3 (D)  | 2. října 2022  |
| Erling Haaland   | Manchester City        | Wolverhampton Wanderers | 3:0 (D)  | 22. ledna 2023 |

Poznámky
4 Hráč vstřelil 4 góly
(D) – Domácí tým
(H) – Hostující tým

### Nejlepší asistenti

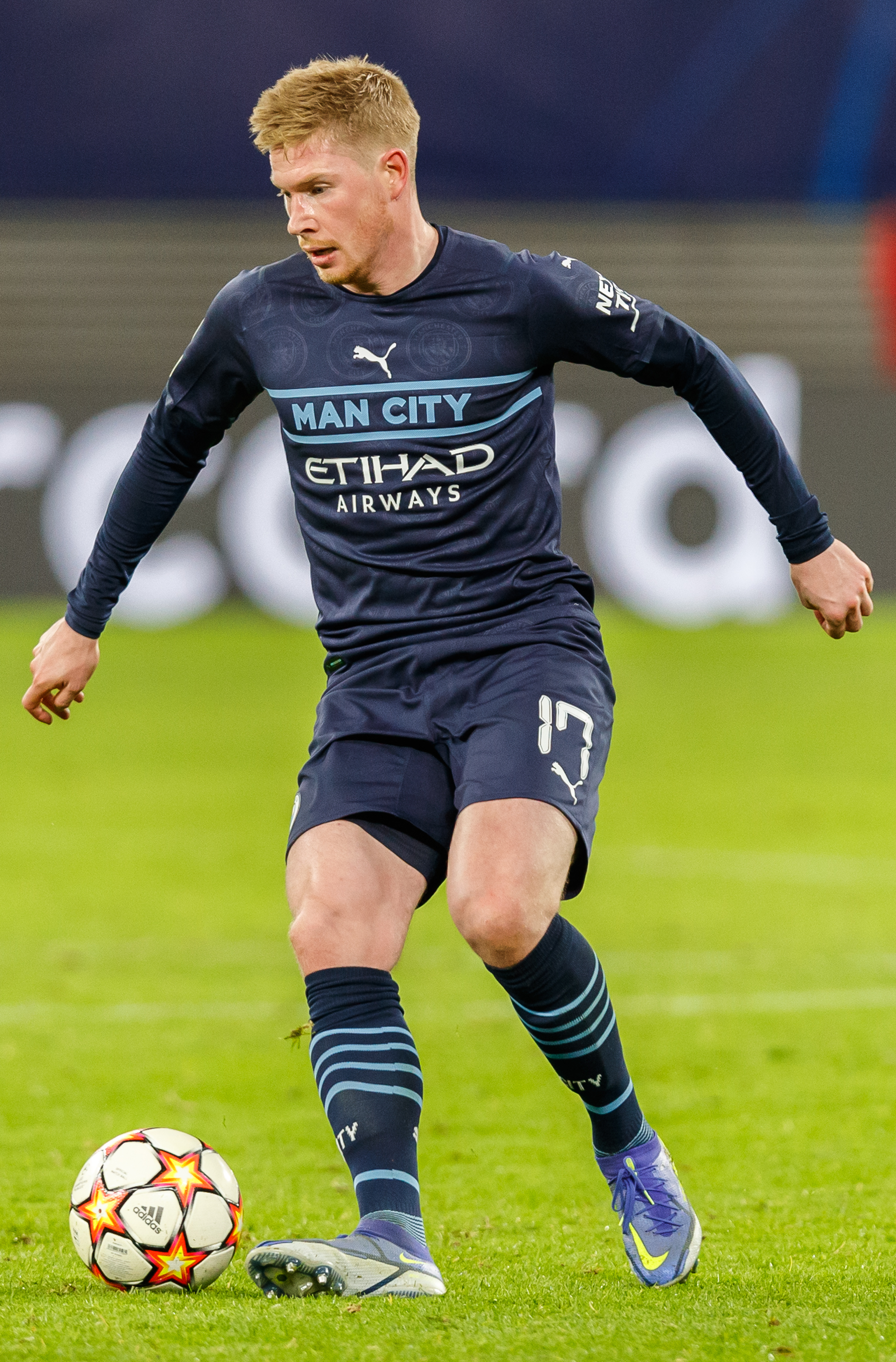
Kevin De Bruyne v sezóně asistoval 16krát, čímž získal třetí ocenění Premier League Playmaker of the Season.

| Poř. | Hráč                   | Tým                              | A  |
| ---- | ---------------------- | -------------------------------- | -- |
| 1    | Kevin De Bruyne        | Manchester City                  | 16 |
| 2    | Mohamed Salah          | Liverpool                        | 12 |
| 2    | Leandro Trossard       | Brighton & Hove Albion / Arsenal | 12 |
| 4    | Michael Olise          | Crystal Palace                   | 11 |
| 4    | Bukayo Saka            | Arsenal                          | 11 |
| 6    | Riyad Mahrez           | Manchester City                  | 10 |
| 7    | Trent Alexander-Arnold | Liverpool                        | 9  |
| 7    | James Maddison         | Leicester City                   | 9  |
| 9    | Christian Eriksen      | Manchester United                | 8  |
| 9    | Bruno Fernandes        | Manchester United                | 8  |
| 9    | Morgan Gibbs-White     | Nottingham Forest                | 8  |
| 9    | Pascal Groß            | Brighton & Hove Albion           | 8  |
| 9    | Erling Haaland         | Manchester City                  | 8  |
| 9    | Bryan Mbeumo           | Brentford                        | 8  |
| 9    | Ivan Perišić           | Tottenham Hotspur                | 8  |
| 9    | Andrew Robertson       | Liverpool                        | 8  |

### Čistá konta

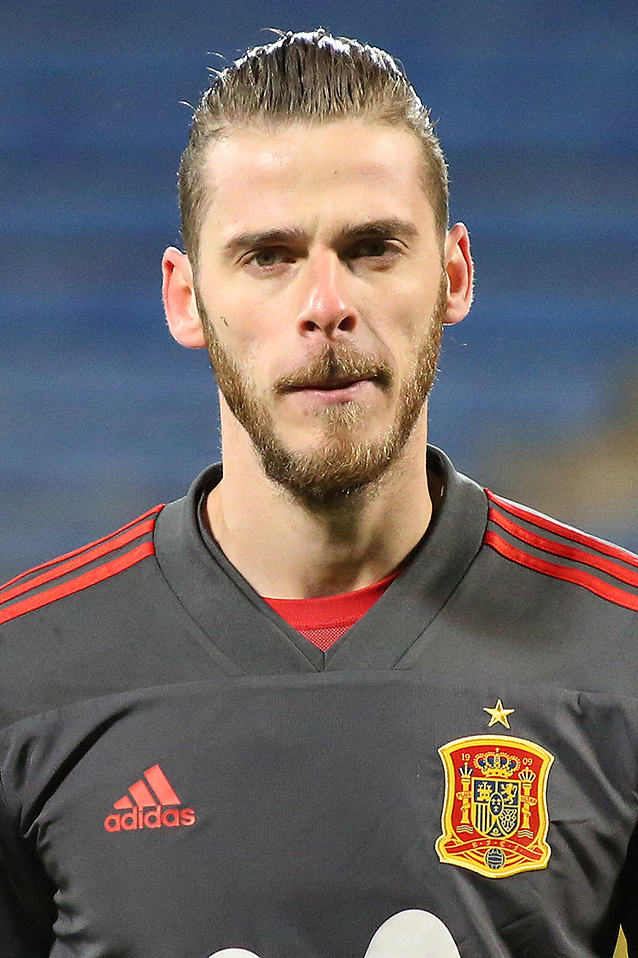
David de Gea získal svou druhou Premier League Golden Glove, když za Manchester United udržel 17 čistých kont.

| Poř. | Hráč              | Tým                     | [ 83 ] |
| ---- | ----------------- | ----------------------- | ------ |
| 1    | David de Gea      | Manchester United       | 17     |
| 2    | Alisson           | Liverpool               | 14     |
| 2    | Nick Pope         | Newcastle United        | 14     |
| 2    | Aaron Ramsdale    | Arsenal                 | 14     |
| 5    | David Raya        | Brentford               | 12     |
| 6    | Ederson           | Manchester City         | 11     |
| 6    | Emiliano Martínez | Aston Villa             | 11     |
| 6    | José Sá           | Wolverhampton Wanderers | 11     |
| 9    | Kepa Arrizabalaga | Chelsea                 | 9      |
| 10   | Łukasz Fabiański  | West Ham United         | 8      |
| 10   | Bernd Leno        | Fulham                  | 8      |
| 10   | Jordan Pickford   | Everton                 | 8      |

### Disciplína

#### Hráči
- Nejvíce žlutých karet: 13[84]
  -  João Palhinha (Fulham)

- Nejvíce červených karet: 2[85]
  -  Casemiro (Manchester United)

#### Klub
- Nejvíce žlutých karet: 84[86]
  - Leeds United
  - Nottingham Forest
  - Wolverhampton Wanderers

- Nejvíce červených karet: 6[87]
  - Wolverhampton Wanderers

## Ocenění

### Měsíční
| Měsíc              | Trenér měsíce | Trenér měsíce     | Hráč měsíce     | Hráč měsíce       | Gól měsíce          | Gól měsíce              | Zákrok měsíce     | Zákrok měsíce     | Reference                       |
| Měsíc              | Trenér        | Klub              | Hráč            | Klub              | Hráč                | Klub                    | Hráč              | Klub              | Reference                       |
| ------------------ | ------------- | ----------------- | --------------- | ----------------- | ------------------- | ----------------------- | ----------------- | ----------------- | ------------------------------- |
| Srpen              | Mikel Arteta  | Arsenal           | Erling Haaland  | Manchester City   | Allan Saint-Maximin | Newcastle United        | Nick Pope         | Newcastle United  | [ 88 ] [ 89 ] [ 90 ] [ 91 ]     |
| Září               | Erik ten Hag  | Manchester United | Marcus Rashford | Manchester United | Ivan Toney          | Brentford               | Jordan Pickford   | Everton           | [ 92 ] [ 93 ] [ 94 ] [ 95 ]     |
| Říjen              | Eddie Howe    | Newcastle United  | Miguel Almirón  | Newcastle United  | Miguel Almirón      | Newcastle United        | Kepa Arrizabalaga | Chelsea           | [ 96 ] [ 97 ] [ 98 ] [ 99 ]     |
| Listopad/ Prosinec | Mikel Arteta  | Arsenal           | Martin Ødegaard | Arsenal           | Demarai Gray        | Everton                 | Gavin Bazunu      | Southampton       | [ 100 ] [ 101 ] [ 102 ] [ 103 ] |
| Leden              | Mikel Arteta  | Arsenal           | Marcus Rashford | Manchester United | Michael Olise       | Crystal Palace          | Nick Pope         | Newcastle United  | [ 104 ] [ 105 ] [ 106 ] [ 107 ] |
| Únor               | Erik ten Hag  | Manchester United | Marcus Rashford | Manchester United | Willian             | Fulham                  | David de Gea      | Manchester United | [ 108 ] [ 109 ] [ 110 ] [ 111 ] |
| Březen             | Mikel Arteta  | Arsenal           | Bukayo Saka     | Arsenal           | Jonny               | Wolverhampton Wanderers | Aaron Ramsdale    | Arsenal           | [ 112 ] [ 113 ] [ 114 ] [ 115 ] |
| Duben              | Unai Emery    | Aston Villa       | Erling Haaland  | Manchester City   | Matheus Nunes       | Wolverhampton Wanderers | Aaron Ramsdale    | Arsenal           | [ 116 ] [ 117 ] [ 118 ] [ 119 ] |

### Roční ocenění
| Ocenění                                   | Vítěz          | Klub            |
| ----------------------------------------- | -------------- | --------------- |
| Premier League Manager of the Season      | Pep Guardiola  | Manchester City |
| Premier League Player of the Season       | Erling Haaland | Manchester City |
| Premier League Young Player of the Season | Erling Haaland | Manchester City |
| Hráč roku dle FWA                         | Erling Haaland | Manchester City |